# Глен Клоуз
Глен Клоуз (на английски: Glenn Close) е американска театрална, филмова и телевизионна актриса , носителка на 3 награди „Златен глобус“, Гилдията на филмовите актьори“ и „Изборът на публиката“, „Давид ди Донатело“, „Златна камера“ и „Сателит“, по три награди „Еми“ и „Тони“,  номинирана е за награда на БАФТА, две награди „Сатурн“, три награди „Грами“ и 7 номинации „Оскар“.
Известни филми с нейно участие са „Светът според Гарп“, „Големият студ“, „Фатално привличане“, „Опасни връзки“, „101 далматинци“, „Еър Форс едно“, „Албърт Нобс“, сериалите „Щитът“, „Щети“ и други.

## Биография
Глен Клоуз е родена на 19 март 1947 г. в Гринуич, щата Кънектикът, в семейството на Бетин и Уилям Клоуз. Родителите ѝ са от светско общество, майка ѝ е филантроп, а баща ѝ е хирург. Глен има две сестри на имена Джеси и Тина и един брат на име Санди. Борсовият агент и председател на Американската болнична асоциация Едуард Бенет Клоуз е неин дядо по бащина линия. Той е женен за наследницата на компанията „Post Cereals“, Марджъри Мериуедър Поуст, като по този начин Глен Клоуз е роднина на режисьора и сценарист Престън Стърджис, който е женен за Елинор Поуст Хътън – дъщеря на Марджъри Поуст и доведена сестра на Дина Мерил. Тя е също така втора братовчедка на актрисата и модел Брук Шийлдс и далечна роднина на принцеса Даяна.
Когато е на тринадесет години семейството ѝ се премества в Белгийско Конго, където баща ѝ e ръководител на клиника и личен доктор на президента на Заир/Конго Мобуту Сесе Секо. В този период живота ѝ е разделен между Африка и Швейцария, където учи в местно училище. По-късно учи в престижната частна гимназия Чоут Роузмъри Хол в Уелингфорд, Кънектикът, където играе в постановки и се присъединява към трупа. След това учи в колежа „Уилям и Мери“, в който е член на дружеството „Фи Бета Капа“. Дипломира се през 1974 г. със специалност антропология.

## Кариера
След дипломирането си, през 1974 г. се присъединява към трупата на „Phoenix Theatre“ в Ню Йорк, с която участва в различни театрални постановки. В театъра е забелязана от режисьора Джордж Рой Хил, който ѝ предлага роля за филма си „Светът според Гарп“. Това е дебютната ѝ кино роля, за която получава и първата си номинация за награда „Оскар“ в категория „най-добра поддържаща женска роля“.
Клоуз изиграва няколко впечатляващи роли в киното, като например аристократката-интригант мадам дьо Мертьой в „Опасни връзки“ или умопобърканата редакторка Алекс във „Фатално привличане“. Има шест номинации за „Оскар“: за „най-добра главна женска роля“ в „Опасни връзки“, „Фатално привличане“ и „Албърт Нобс“ и за „най-добра „поддържаща женска роля“ в „The natural“, „Големият студ“ и „Светът според Гарп“.
През 90-те години Клоуз приема нови предизвикателства, този път в американската телевизия. Участва в добре приетата драма „Sarah, Plain and Tall“ (1991) и в двете ѝ продължения, както и в „Serving in Silence: The Margarethe Cammermeyer Story“ (1995). За тези роли е номинирана и печели награди „Еми“ и номинирана за награди „Златен глобус“.
Общо в кариерата си Глен Клоуз е номинирана за 13 награди „Златен глобус“ (печели две), 14 награди „Еми“ (печели три) и 7 номинации „Оскар“.

## Избрана филмография

### Кино
| Година | Филм                          | Оригинално заглавие         | Роля                       | Режисьор             |
| ------ | ----------------------------- | --------------------------- | -------------------------- | -------------------- |
| 1982   | Светът според Гарп            | The World According to Garp | Джени Фийлдс               | Джордж Рой Хил       |
| 1983   | Големият студ                 | The Big Chill               | Сара Купър                 | Лоуренс Каздан       |
| 1985   | По ръба на бръснача           | Jagged Edge                 | Теодосия (Теди) Барнс      | Ричард Маркунд       |
| 1987   | Фатално привличане            | Fatal Attraction            | Александра (Алекс) Форест  | Адриан Лайн          |
| 1988   | Опасни връзки                 | Dangerous Liaisons          | Маркиза Изабел де Мертейл  | Стивън Фрийс         |
| 1990   | Обрати на съдбата             | Reversal of Fortune         | Марта (Съни) фон Бюлов     | Барбе Шрьодер        |
| 1990   | Хамлет                        | Hamlet                      | Кралица Гертруда           | Франко Дзефирели     |
| 1991   | Хук                           | Hook                        | Гътлес                     | Стивън Спилбърг      |
| 1993   | Къщата на духовете            | The House of the Spirits    | Ферула Труеба              | Бил Аугуст           |
| 1994   | Вестникът                     | The Paper                   | Алиша Кларк                | Рон Хауърд           |
| 1996   | Мери Райли                    | Mary Reilly                 | Г-жа Фарадей               | Стивън Фриърс        |
| 1996   | 101 далматинци                | 101 Dalmatians              | Круела Де Вил              | Стивън Херек         |
| 1996   | Марсиански атаки              | Mars Attacks!               | Първа дама Марша Дейл      | Тим Бъртън           |
| 1997   | Пътят към рая                 | Paradise Road               | Адриен Паргитър            | Брус Бересфорд       |
| 1997   | Еър Форс едно                 | Air Force One               | Вицепрезидент Катрин Бенет | Волфганг Петерсен    |
| 1999   | Тарзан                        | Tarzan                      | Кала (глас)                | Кевин Лима, Крис Бък |
| 2000   | Лабиринти                     |                             |                            |                      |
| 2000   | 102 далматинци                | 102 Dalmatians              | Круела Де Вил              | Кевин Лима           |
| 2003   | Развод по френски             | Le Divorce                  | Оливия Пейс                | Джеймс Айвъри        |
| 2004   | Степфордските съпруги         | The Stepford Wives          | Клер Уелингтън             | Франк Оз             |
| 2005   | Истината за Червената шапчица |                             |                            |                      |
| 2007   | Когато падне мрак             | Evening                     | Г-жа Уитенборн             | Лайош Колтай         |
| 2011   | Албърт Нобс                   | Albert Nobbs                | Албърт Нобс                | Родриго Гарсия       |
| 2014   | Пазители на Галактиката       | Guardians of the Galaxy     | Нова Прайм Ирани Раел      | Джеймс Гън           |
| 2017   | Съпругата                     | The Wife                    | Джоан Касълман             | Бьорн Рунге          |
| 2017   | Пич, къде е баща ти?          | Father Figures              | Хелън Бакстър              | Лорънс Шер           |

### Телевизия
| Година | Филм              | Оригинално заглавие | Роля                | Режисьор       |
| ------ | ----------------- | ------------------- | ------------------- | -------------- |
| 2003   | Лъвът през зимата | The Lion in Winter  | Елеонор Аквитанска  | Джеймс Голдман |
| 1982   | Щети              | Damages             | Патриша (Пати) Хюес | екип           |